# 渋谷区文化総合センター大和田
渋谷区文化総合センター大和田（しぶやくぶんかそうごうセンターおおわだ）は、東京都渋谷区にある文化施設。

## 概要
本施設は渋谷区の文化・学習・福祉の拠点として、渋谷区によって設置された。また、かつて五島プラネタリウムがあった渋谷駅近くの本施設12階に、コスモプラネタリウム渋谷が設置された。
名称の「大和田」は、かつて当地に存在し、1997年に統廃合で消滅した渋谷区立大和田小学校に由来する（1970年までは「大和田町」という町名でもあった。渋谷区の町名を参照）。
2015年度から渋谷公会堂の建て替え期間中、11月に開催される渋谷区民文化祭のメイン会場となる。

## フロア
- 12F：コスモプラネタリウム渋谷
- 10・11F：文化ファッションインキュベーション
- 9F：渋谷区医師会・渋谷区医師会附属看護高等専修学校
- 8F：渋谷区女性センター・アイリス
- 6F：伝承ホール
- 4F：さくらホール、練習室
- 3F：こども科学センター・ハチラボ
- 2F：渋谷区歯科医師会、渋谷区民学習センター、ギャラリー大和田、こもれび大和田図書館
- 1F：区民健康センター桜丘
- B1F：多目的アリーナ

また中2階にはさくら上宮保育園もある。